# Monilearia
Monilearia es un género de molusco gasterópodo de la familia Cochlicellidae en el orden de los Stylommatophora.

## Distribución geográfica
Es endémica de las Islas Canarias (España).

## Especies
Se reconocen 13 especies:
- Monilearia caementitia (Shuttleworth, 1852)
- Monilearia loweana (Wollaston, 1878)
- Monilearia monilifera (Webb & Berthelot, 1833)
- Monilearia montigena Bank, Groh & Ripken, 2002
- Monilearia multipunctata (Mousson, 1872)
- Monilearia oleacea (Shuttleworth, 1852)
- Monilearia persimilis (Shuttleworth, 1852)
- Monilearia phalerata (Webb & Berthelot, 1833)
- Monilearia praeposita (Mousson, 1872)
- Monilearia tubaeformis Alonso & Groh, 2006
- Monilearia tumulorum (Webb & Berthelot, 1833)
- Monilearia watsoniana (Wollaston, 1878)
- Monilearia woodwardia (Mousson, 1872)